# Hitsville UK
Hitsville UK – jedenasty singel zespołu The Clash wydany 16 stycznia 1981 przez firmę CBS.

## Lista utworów
1. Hitsville UK – 4:21
2. Radio One – 6:20

## Skład
- Joe Strummer – wokal, gitara
- Mick Jones – gitara, wokal
- Paul Simonon – gitara basowa
- Topper Headon – perkusja

Gościnnie:
- Mickey Gallagher – klawisze
- Ellen Foley – wokal („Hitsville UK”)
- Ivan Julian – gitara
- Tymon Dogg – skrzypce